# Palazzo Padula
Der Palazzo Padula ist ein Palast aus dem 19. Jahrhundert in Acri in der italienischen Region Kalabrien. Er liegt in der Via San Francesco di Paola, 5, einem Gebiet, das ursprünglich vom Stadtkern getrennt und nicht bebaut war. Dort sind heute das Museo della Civiltà contadina (dt.: Museum des bäuerlichen Lebens), sowie die Biblioteca Comunale Vincenzo Padula, untergebracht.

## Geschichte und Beschreibung
Das Gebäude, das der Dichter Vincenzo Padula Ende des 19. Jahrhunderts errichten ließ, war laut dem kalabresischen Dichter „die Darstellung der Position des Kulturmenschen von Acri“. Das dreistöckige Gebäude hat im Erdgeschoss ein mittig angebrachtes Rundbogenportal, auf dem der Dichter zwei Stifte und ein Tintenfass einmeißeln ließ, das Symbol seines Familienwappens. Flankiert ist das Sandsteinportal von je zwei kleinen vergitterten Rechteckfenstern. Im ersten Obergeschoss befindet sich über dem Portal ein mittelgroßes, rechteckiges mit Korbbogenrahmen, über den kleinen Fenstern des Erdgeschosses große Fenstertüren mit kleinen Balkonen. Auch sie sind in Korbbogenrahmen gesetzt. Das zweite Obergeschoss zeigt fünf gleichartige Fenstertüren.
Der Palast wurde mit Schießscharten ausgestattet, die für die Installation von Schusswaffen gedacht waren, um sich gegen eventuelle Angriffe von Räubern verteidigen zu können, die damals ziemlich häufig waren. Interessant ist auch das sehr fein ausgearbeitete Dachgesims des Palastes – ungewöhnlich für die Zeit der Errichtung – aus Mauerziegeln und Sandstein.